# Gepidi
Gepidi su bili germansko pleme, poznato po tome što su porazili Hune nakon smrti Atile. Prvi put se spominju oko 260. godine, kada su zajedno s Gotima napali Daciju u koju se konačno naseljavaju u 6. stoljeću.
Prema Jordanesu, ime Gepidi potječe od gotske riječi „gepanta“ što znači „spor“, jer su Gepidi zaostajali u seobi iz Skandinavije.
Koristili su gepidski jezik.

## Jezik
Vrlo je malo izravnih dokaza o njihovu izvornu jeziku, no jasno je da su pripadali gotskom kulturnom krugu u vrijeme kada su se susreli s Rimljanima. Prokopije iz Cezareje, bizantski autor iz 6. stoljeća, u djelu Povijest ratova navodi da su Gepidi jedan od „gotskih naroda“, uz Vandale, Vizigote i Gote te da s njima „dijele isti jezik, bijelu put, plavu kosu te arijanstvo“.

## Hunski vazali
Autori kao što su Tacit i Klaudije Ptolomej ne spominju Gepide u njihovim popisima „barbara“ u 1. i 2. stoljeću poslije Krista. Po prvi put Gepidi se spominju tek u kasnom 3. stoljeću te u ovo vrijeme već nastanjuju područja na kojima će i boraviti za vrijeme njihove poznate povijesti. Godine 375. potčinjavaju ih Huni. Postavši hunskim vazalima sudjelovali su u poznatoj bitci na Maurikijevim poljima (451.) (lat. Campus Mauriciacus), koju je vodio hunski vođa Atila. U toj bitci na jednoj strani su se borili Huni i niz germanskih plemena, među kojima Gepidi i Ostrogoti, dok su na drugoj strani bili Galo-Rimljani i neka druga germanska plemena, između ostalih Vizigoti s njihovim kraljem Teodorikom I., koji je u toj bitci i poginuo. Nakon Atiline smrti godine 454., Gepidi i Ostrogoti i druga germanska plemena pobunila su se protiv Huna i pobijedila ih.

## Vrhunac moći
Pobjedom nad Hunima Gepidi su dobili i hunska područja u Dakiji, a s Rimskim Carstvom su sklopili mir. Potom su uslijedili sukobi s Ostrogotima, pri čemu Gepidi gube bitke i bivaju potisnuti. Vrhunac dostižu oko 537. godine kada zauzimaju Srijem i okolicu Beograda. Grad Sirmium (današnja Srijemska Mitrovica) postaje središte gepidske države, a gepidski kralj Kunimund kovao je zlatnike u ovom gradu.

## Sukobi s Langobardima
Bizantsko carstvo se udružuje 546. godine s Langobardima (Lombardima) kako bi protjeralo Gepide. Gepidi su slabjeli u borbi s Langobardima, koji su živjeli na teritoriju današnje Slavonije. Time se otvarao prostor prodoru Slavena i Avara. Godine 552. Langobardi su porazili Gepide u jednoj bitci, ali neprijateljstva su se nastavljala.

## Konačan poraz od Avara
Langobardi traže pomoć Avara u borbi protiv Gepida. Avari su to učinili s takvim uspjehom i surovošću da su Langobardi, uplašeni novim saveznicima, otišli prema Apeninskom poluotoku (zaustavili su se u današnjoj Lombardiji, kojoj su dali ime). Avari su time konačno porobili Gepide 567. godine, otvorivši potpuno prostor prodoru Slavena.